# Megatrygon microps
A Megatrygon microps a porcos halak (Chondrichthyes) osztályának sasrájaalakúak (Myliobatiformes) rendjébe, ezen belül a tüskésrájafélék (Dasyatidae) családjába tartozó faj.
Nemének az egyetlen faja.

## Előfordulása
A Megatrygon microps előfordulási területe az Indiai-óceánban és a Csendes-óceán délnyugati részén van. Az afrikai Mozambik partjaitól egészen Kelet-Ausztráliáig található meg.

## Megjelenése
Ez a porcoshal az orra hegyétől a farka végéig elérheti a 320 centiméteres hosszúságot, míg úszófesztávolsága 180 centiméter széles.

## Életmódja
Trópusi porcoshal-faj, amely a kontinentális selfen, valamint a folyók torkolatvidékén él; a legtöbbször mélyebb vizekben tartózkodik. Az emberre nézve ártalmatlan.

## Szaporodása
Ál-elevenszülő (ovovivipar) porcos hal. Ennél a fajnál egyszerre csak egy kölyök jön a világra; világrajövetelekor körülbelül 33 centiméteres. Amíg az anyjában van, a kis rája miután felélte a szikzacskója „sárgáját”, a szikzacskó az emlősök méhlepényéhez hasonló burokká alakul át. Ebben az anyaállat nyálkával, zsírral vagy fehérjével táplálja kicsinyét.

## Felhasználása
Az ember ezt a ráját ritkán fogja ki. Azonban húsa, porca és bőre egyaránt hasznosítható.